# ペロタン (小惑星)
ペロタン (1515 Perrotin) は、小惑星帯（メインベルト）にある小惑星である。
1936年11月15日にフランスの天文学者アンドレ・パトリーがニース天文台で発見した。
ニース天文台の所長を務めたフランスの天文学者アンリ・J・ペロタンに因んで命名された。